# Phénylsilatrane
Le phénylsilatrane est un convulsivant utilisé comme rodenticide,. Le phénylsilatrane et certains de ces analogues substitués avec H, CH3, Cl, Br et CSi(CH3)3 sont très toxiques pour les souris. En laboratoire, il a été observé qu'ils inhibent le site de liaison du TBPS (en) (35S-tert-butylbicyclophosphorothionate) du canal chlorure des membranes de cerveau de souris.